# Фальц, Сергей Густавович
Сергей Густавович Фальц (1892—1916) — корнет 9-го драгунского Казанского полка, герой Первой мировой войны.

## Биография
Православный. Сын надворного советника. Старший брат Даниил (1890—?) — также офицер, участник Белого движения.
С началом Первой мировой войны поступил в Елисаветградское кавалерийское училище, по окончании ускоренного курса которого 1 февраля 1915 года был выпущен прапорщиком в 9-й драгунский Казанский полк. Произведен в корнеты 6 февраля 1916 года. Убит 30 июля того же года. Посмертно удостоен ордена Св. Георгия 4-й степени
За то, что в бою 30 июля 1916 года у д. Тросьцянец, при атаке выс. 220 «Псярня», приняв, за ранением командира, командование эскадроном и, заметив обход противника, стремительно перешел в атаку и штыковым ударом овладел частью его окопов на выс. 220, захватив при этом 43 пленных. Будучи тут ранен, по собственному почину, истекая кровью и поддерживаемый под руки стрелками, под сильнейшим огнем атаковал вторую линию окопов на выс. 327; будучи ранен вторично, прорвал проволочные заграждения противника, ворвался в его окопы и заставил его отступить на всем фронте дивизии. Во время этой атаки был в третий раз уже смертельно ранен и вскоре скончался, смертью своей запечатлев содеянный им геройский подвиг.

## Награды
- Орден Святого Георгия 4-й ст. (ПАФ 5.05.1917)